# Communauté de communes des Alpes Mancelles
La communauté de communes des Alpes mancelles est une ancienne communauté de communes française, située dans le département de la Sarthe et la région Pays de la Loire.

## Histoire
La communauté de communes a été fondée par arrêté préfectoral du 19 décembre 1994. Elle faisait partie du Pays de la Haute Sarthe. Les communes de Douillet, Moitron-sur-Sarthe, Saint-Aubin-de-Locquenay, Saint-Georges-le-Gaultier, Saint-Paul-le-Gaultier et Saint-Victeur rejoignent la communauté au 1er janvier 1999, puis le 1er janvier 2012 Montreuil-le-Chétif.
Elle fusionne le 1er janvier 2017 avec la communauté de communes du Pays Belmontais et la communauté de communes des Portes du Maine Normand pour former la communauté de communes Haute Sarthe Alpes Mancelles.

## Composition
Elle regroupait treize communes du canton de Sillé-le-Guillaume (les douze de l'ancien canton de Fresnay-sur-Sarthe et une de celui de Beaumont-sur-Sarthe) :
| Nom                        | Code Insee | Gentilé          | Superficie (km2) | Population (dernière pop. légale) | Densité (hab./km2) |
| -------------------------- | ---------- | ---------------- | ---------------- | --------------------------------- | ------------------ |
| Fresnay-sur-Sarthe (siège) | 72138      | Fresnois         | 29,20            | 3 026 (2016)                      | 104                |
| Assé-le-Boisne             | 72011      | Asséboliens      | 28,39            | 915 (2014)                        | 32                 |
| Douillet                   | 72121      |                  | 18,99            | 337 (2014)                        | 18                 |
| Moitron-sur-Sarthe         | 72199      | Moitronnais      | 10,32            | 243 (2014)                        | 24                 |
| Montreuil-le-Chétif        | 72209      | Montreuillais    | 14,64            | 302 (2014)                        | 21                 |
| Saint-Aubin-de-Locquenay   | 72266      | Saint-Aubinois   | 17,31            | 685 (2014)                        | 40                 |
| Saint-Georges-le-Gaultier  | 72282      | Saint-Georgiens  | 23,36            | 521 (2014)                        | 22                 |
| Saint-Germain-sur-Sarthe   | 72284      | Saint-Germinois  | 14,76            | 516 (2021)                        | 35                 |
| Saint-Léonard-des-Bois     | 72294      | Saint-Léonardais | 27,12            | 486 (2014)                        | 18                 |
| Saint-Ouen-de-Mimbré       | 72305      | Avoisiens        | 10,63            | 997 (2014)                        | 94                 |
| Saint-Paul-le-Gaultier     | 72309      | Saint-Paulois    | 15,15            | 292 (2014)                        | 19                 |
| Saint-Victeur              | 72323      | Saint-Victoriens | 7,06             | 467 (2014)                        | 66                 |
| Sougé-le-Ganelon           | 72337      | Sougéens         | 18,11            | 896 (2014)                        | 49                 |

## Administration municipale
| Période                                  | Période       | Identité           | Étiquette | Qualité                       |
| ---------------------------------------- | ------------- | ------------------ | --------- | ----------------------------- |
| janvier 1995                             | avril 2001    | Marcel Vielle      |           | Maire de Fresnay-sur-Sarthe   |
| avril 2001                               | avril 2014    | Jean-Louis Clément |           | Maire de Saint-Ouen-de-Mimbré |
| avril 2014                               | décembre 2016 | Philippe Rallu     |           | Maire de Sougé-le-Ganelon     |
| Les données manquantes sont à compléter. |               |                    |           |                               |